# اشغال عراق (۲۰۰۳–۲۰۱۱)

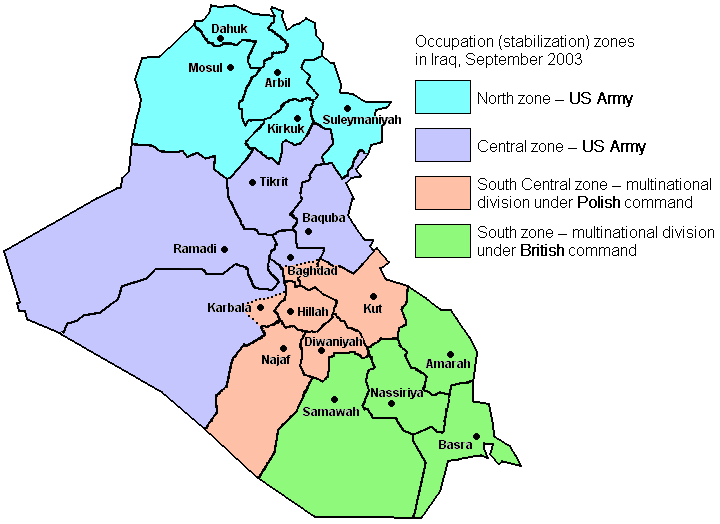
نحوه تقسیم امنیتی بخش‌های مختلف عراق به چهار قسمت شمالی (نیروهای آمریکایی)، مرکزی (نیروهای آمریکایی)، جنوب مرکزی (نیروهای متحده به فرماندهی نیروهای لهستانی) و جنوبی (نیروهای انگلیسی) پس از اشغال نظامی ۲۰۰۳.

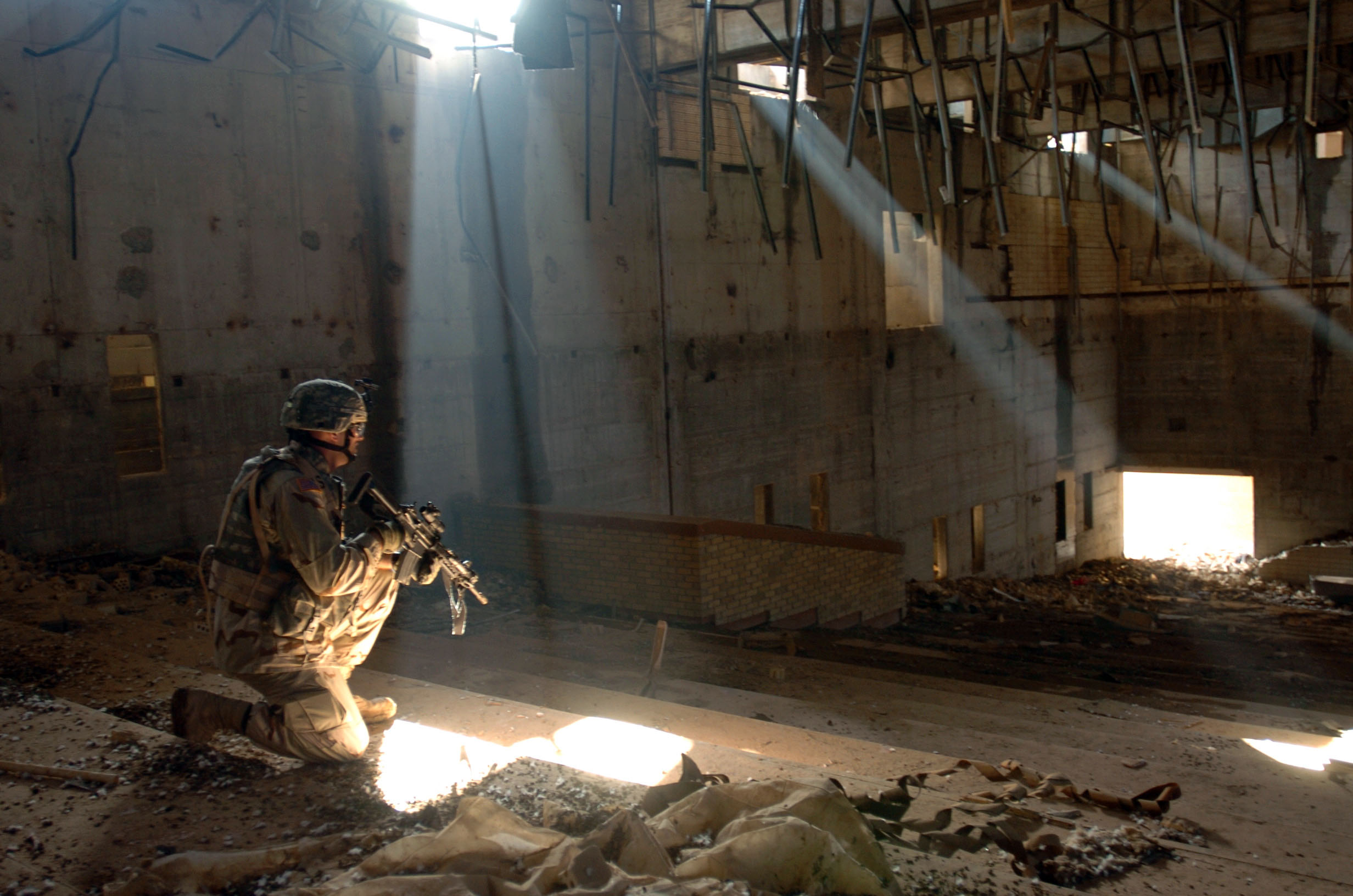
عراق، استان کربلا ۶ فوریه ۲۰۰۶(۷ محرم ۱۴۲۷)، ستوان دوم آموس فاکس، افسر ارتش ایالات متحده آمریکا به شکلی کاملاً مسلح در حال حفاظت و تأمین امنیت برای زائران کربلا، اسلحه‌ای را نشانه گرفته‌است.

این مقاله، سیر مهم‌ترین حوادث و تحولات پس از جنگ عراق را از زمان اعلام رسمی «پایان جنگ عراق» که توسط جورج دبلیو بوش در تاریخ ۱ مه ۲۰۰۳ میلادی صورت گرفت را تا سال ۲۰۱۱ دنبال می‌کند.
درپی حمله نظامی ایالات متحده آمریکا و کشورهای متحد آن، دولت بعث عراق به رهبری صدام حسین تکریتی سرنگون و به سرعت سیر جدیدی از خشونت‌ها و درگیری‌های قومی و مذهبی در عراق ریشه گرفت.

## حمله نظامی
پس از پیروزی‌های گسترده و سریع‌السیر نیروهای ائتلاف در سرنگون کردن رژیم بعث انتقال بخشی از قدرت در اداره امور عراق به دولت موقت عراق محول شد.
نیروهای ائتلاف حمله به عراق، شامل ارتش کشورهای ایالات متحده آمریکا، بریتانیا و لهستان بودند، اما ۲۹ کشور دیگر از جمله ژاپن، کره جنوبی، اسپانیا، ایتالیا و… با فرستادن بخشی از نیروهای نظامی و لجستیکی خود به همراهی با نیروهای ائتلاف در حمله نظامی به عراق پرداختند. همچنین برخی شرکت‌های پیمانکار تأمین نیروی نظامی و امنیتی با فرستادن ده‌ها هزار نفر از سربازان خود که دارای تابعیت کشورهای مختلف دنیا بودند، مسئولیت تأمین امنیت بخش‌های وسیعی از مراکز زیرساختی عراق، به‌ویژه در زمینه تأمین امنیت چاه‌های نفت و مراکز پتروشیمی عراق را برعهده گرفتند.

## گروه‌های اصلی مسلح در عراق

### گروه‌های سنی
- القاعده در عراق: گروه تروریستی القاعده که دشمن اصلی ایالات متحده در عراق محسوب می‌شود، مسئولیت بسیاری از بمب‌گذاری‌ها، از جمله انفجار ساختمان سازمان ملل متحد در بغداد،[۲] انفجار حرمین عسکری در سامرا،[۳] انفجارهای عاشورا در شهرهای کربلا و کاظمین،[۴] اعدامهای وحشیانه سربازان و افسران پلیس عراق، سربریدن شهروندان عراقی و خارجی[۵] و بسیاری از حملات تروریستی در عراق را برعهده گرفته‌اند. بالاخره ابومصعب الزرقاوی (رهبر القاعده در عراق) به دست نیروهای آمریکایی کشته شد.[۶] گروه القاعده شعبه عراق، مدعی بود که رهبری بیش از ۱۲۰۰۰ مهاجم مسلح در ۱۵ تیپ تروریستی را برعهده داشت.
- انصار السنه: گروه انصار السنه، گروهی به شدت تروریستی و بنیانگذار سربریدن، اعدام‌های دسته جمعی و بمب‌گذاری‌های انتحاری،[۷] در عراق است که به‌شدت در استان الانبار، بغداد و موصل فعال بود. اعضای گروه انصار السنه را برخی کردهای تندروی سنی و مجاهدین عرب تشکیل می‌دهند. رهبری گروه انصار السنه را ابوعبدالله الحسن بن محمود برعهده داشت. این گروه مدعی است که رهبری ۱۲۰۰۰ مهاجم مسلح در ۱۶ تیپ تروریستی در عراق را برعهده دارد.
- شورای مجاهدین عراق: نام سازمانی تروریستی است که گروه القاعده هسته اصلی آن را تشکیل می‌دهد. «شورای مجاهدین عراق» در اواسط سال ۲۰۰۶ میلادی، توسط گروه‌های جهادی خارجی با تبار عمدتاً غیر عراقی تأسیس شد. شورای مجاهدین عراق مدعی «خلیفه‌گری» در کشور عراق است و ابوعمر البغدادی را به عنوان «خلیفه عراق» منصوب کرده‌است. «شورای مجاهدین عراق» رهبری تیپ‌های تروریستی زیر را برعهده داشت:
  - لشکر مکتب نیروهای پیروز (Army of the Victorius Sect)
  - لشکر اهل سنت و جماعت (Army of Ahlus Sunnah wal Jamaah)
  - لشکر فاتحان (Army of the Conquerors)
  - لشکر صحابه پیامبر (Army of the Prophet's Companions)
  - تیپ الاحوال (Al-Ahwaal Brigade)
  - یگان القرباة (Al-Ghurabaa Units)
  - انجمن جهادیون عراق (Jihad Factions of Iraq)
  - یگان انصار التوحید (Ansar al-Tawheed Units)

### گروه‌های شیعه
- سپاه مهدی
- سپاه بدر

### گروه‌های ملی‌گرا
- پیش‌مرگه‌های کرد: بیش از صدهزار نیروی تعلیم دیده و مجهز «پیش‌مرگه» که تحت نظارت نیروهای ارتش آمریکا و بنابر شایعاتی اسرائیلی تعلیم دیده‌اند.[۸] «پیش‌مرگه‌های کرد» مسئولیت حفظ امنیت در مناطق خودمختار کردستان عراق را برعهده دارند.
- تیپ انقلاب ۱۹۲۰
- بعثی‌ها
- ارتش اسلامی عراق

### نیروهای امنیتی عراق
- پلیس عراق
- ارتش عراق
- وزارت اطلاعات و امنیت عراق